# Château Kaštel à Temerin
Pour les articles homonymes, voir Kaštel (homonymie).
Le château « Kaštel » à Temerin (en serbe cyrillique : Дворац Каштел у Темерину ; en serbe latin : Dvorac Kaštel u Temerinu) est situé à Temerin, dans la province de Voïvodine et dans le district de Bačka méridionale, en Serbie. Il est inscrit sur la liste des monuments culturels protégés de la république de Serbie (identifiant no SK 1855).

## Présentation
Le château a été construit en 1795 pour la famille Széchenyi par le comte Károly Széchenyi, qui incluait dans ses domaines la région de Temerin. La famille Széchenyi a vendu le château et le domaine au riche marchand d'Apatin Antal Fernbach dans la seconde moitié du XIXe siècle. Les héritiers de Fernbach, Ana et Petar ont conservé le domaine dans son intégralité jusqu'à la réforme agraire qui eut lieu en 1920, à l'époque du royaume des Serbes, Croates et Slovènes ; après cette réforme, les Fernbach ont vendu la propriété à la famille Matković qui l'a conservée jusqu'à la Seconde Guerre mondiale, quand elle a été nationalisée.
Le château constitue un bâtiment avec un rez-de-chaussée et un étage et de forme rectangulaire allongée, avec des avancées peu marquées dans les ailes de la cour intérieure ; sur le plan stylistique, il est caractéristique d'un mélange entre architectures baroque et classique. La façade principale est symétrique, avec huit fenêtres au rez-de-chaussée et à l'étage encadrant la porte d'entrée ; la terrasse est dominée par le fer forgé. La façade arrière est elle aussi symétrique avec une terrasse vitrée soutenue par six piliers et modernisée en 1905.
Aujourd'hui, le château abrite une école technique et le parc alentour est dévolu aux loisirs.